# Choi Hyun-suk
Choi Hyun-suk (tiếng Hàn: 최현석, sinh ngày 21 tháng 4 năm 1999) là một rapper người Hàn Quốc và cũng là một trong hai trưởng nhóm cùng với Park Ji-hoon trong nhóm nhạc Treasure trực thuộc tại YG Entertainment.

## Tiểu sử và Sự nghiệp

### Tiểu sử
Hyun-suk sinh ngày 21 tháng 4 năm 1999 tại Hàn Quốc. Anh là con đầu lòng trong gia đình và có một em gái nhỏ hơn 6 tuổi. Năm 8 tuổi, khi xem phim tài liệu The Beginning của Big Bang, Hyun-suk đã bắt đầu mê rap và hip hop và mong muốn gia nhập YG Entertainment. Sau khi thử giọng tại Học viện V-Spec, anh đã trở thành thực tập sinh vào năm 2015. Trước khi trở thành thực tập sinh, Hyun-suk đã theo học tại trường Trung học Chungdam.

### Sự nghiệp
Vào tháng 10 năm 2017, Hyun-suk xuất hiện lần đầu tiên trên truyền hình thông qua chương trình thực tế sống còn MIXNINE của JTBC cùng với Kim Jun-kyu và Lee Byoung-gon (nghệ danh BX thuộc nhóm nhạc CIX).Trong đêm chung kết MIXNINE, anh đã chiến thắng ở vị trí thứ 5, giành được một vị trí trong trong nhóm chiến thắng được ra mắt. Nhưng vào ngày 3 tháng 5 năm 2018, YG Entertainment đã chính thức thông báo về việc huỷ ra mắt nhóm nhạc chiến thắng trong MIXNINE. Ngày 5 tháng 10 năm 2018, Hyun-suk đã xuất hiện trên chương trình YG Future Strategy Office.
Vào tháng 11 năm 2018, anh một lần nữa tham gia chương trình thực tế sống còn YG Treasure Box, nơi 29 thực tập sinh cạnh tranh để trở thành thành viên trong nhóm nhạc nam tiếp theo của YG Entertainment. Trong đêm chung kết, Hyun-suk đã được công bố là thành viên thứ 7 nằm trong nhóm chiến thắng được ra mắt và sau này nhóm có tên là Treasure. Trước khi chính thức ra mắt, anh đã góp giọng trong Album 24 °C của Lee Hi, bài "1, 2 (한두번)" với tư cách là người viết lời bài hát.
Sau 5 năm làm thực tập sinh, Hyun-suk cuối cùng đã chính thức ra mắt với tư cách là một thành viên của nhóm nhạc Treasure và đồng thời cùng Park Ji-hoon làm trưởng nhóm, người dẫn dắt các thành viên khác. Vào ngày 7 tháng 8 năm 2020, nhóm chính thức ra mắt với Boy nằm trong Album The First Step: Chapter One.

## Danh sách đĩa nhạc

### Sáng tác
| Năm  | Ca sĩ    | Album                           | Bài hát                     | Lyrics                                                                                   | Ghi chú        |
| ---- | -------- | ------------------------------- | --------------------------- | ---------------------------------------------------------------------------------------- | -------------- |
| 2019 | Lee Hi   | 24 °C                           | "1, 2 (한두번)"             | cùng với B.I                                                                             |                |
| 2020 | Treasure | The First Step: Chapter One     | "Boy"                       | Se.A, Choice37, Choi Hyun-suk, Haruto                                                    | Bài hát chủ đề |
| 2020 | Treasure | The First Step: Chapter One     | "Come to Me (들어와)"       | Rovin, Kim Kyung, Bigtone, Choi Hyun-suk, Yoshi, Haruto                                  |                |
| 2020 | Treasure | The First Step: Chapter Two     | "I Love You (사랑해)"       | R.Tee, Yoshi, Haruto, Choi Hyun-suk                                                      | Bài hát chủ đề |
| 2020 | Treasure | The First Step: Chapter Two     | "B.L.T (Bling Like This)"   | Kim Dong Joon, Trnc 95, Yoshi, Haruto, Choi Hyun-suk                                     |                |
| 2020 | Treasure | The First Step: Chapter Three   | "Mmm (음)"                  | Godok, Yoshi, Haruto, Choi Hyun-suk                                                      | Bài hát chủ đề |
| 2020 | Treasure | The First Step: Chapter Three   | "Orange (오렌지)"           | Asahi, Yoshi, Haruto, Choi Hyun-suk                                                      |                |
| 2021 | Treasure | The First Step: Treasure Effect | "My Treasure"               | Bigtone, Min Yeon-jae, Haruto, Yoshi, Choi Hyun-suk                                      | Bài hát chủ đề |
| 2021 | Treasure | The First Step: Treasure Effect | "Be With Me (나랑 있자)"    | Rovin, Kim Kyung, Haruto, Yoshi, Choi Hyun-suk                                           |                |
| 2021 | Treasure | The First Step: Treasure Effect | "Slowmotion"                | Lee Chan-hyuk, Haruto, Yoshi, Choi Hyun-suk                                              |                |
| 2022 | Treasure | The Second Step: Chapter One    | "Jikjin (직진)"             | Sonny, LIL G, Choice37, LP, HAE, Choi Hyun-suk, Yoshi, Haruto, Se.A                      | Bài hát chủ đề |
| 2022 | Treasure | The Second Step: Chapter One    | "U"                         | Nu.D, Sonny, LP, LIL G, Choice37, HAE, Choi Hyun-suk, Haruto, Yoshi                      |                |
| 2022 | Treasure | The Second Step: Chapter One    | "Darari (다라리)"           | Jaguaa, Bang Ye-dam, Choice37, LIL G, Choi Hyun-suk, LP, Yoshi, Sonny, HAE, Se.A, Haruto |                |
| 2022 | Treasure | The Second Step: Chapter One    | "It's Okay (괜찮아질 거야)" | Kid Wine, Airplay, Choi Hyun-suk, Haruto, Yoshi                                          |                |

### OST
| Năm  | Ca sĩ    | Bài hát                   | Sáng tác                | Ghi chú                                     |
| ---- | -------- | ------------------------- | ----------------------- | ------------------------------------------- |
| 2021 | Treasure | BFF (Best Friend Forever) | Choi Hyun-suk, MGNTK, Q | Web Drama '남고괴담' (The Mysterious Class) |

## Điện ảnh

### Chương trình TV
| Năm       | Kênh    | Tiêu đề                   | Vai trò  | Ghi chú                                 |
| --------- | ------- | ------------------------- | -------- | --------------------------------------- |
| 2017-2018 | JTBC    | MIXNINE                   | Thí sinh | Hạng 5 chung kết                        |
| 2018-2019 | JTBC    | YG Treasure Box           | Thí sinh | Trở thành thành viên nhóm nhạc Treasure |
| 2018      | Netflix | YG Future Strategy Office | cameo    |                                         |

### Chương trình thực tế
| Năm  | Kênh    | Tiêu đề              | Vai trò                       | Ghi chú                                   |
| ---- | ------- | -------------------- | ----------------------------- | ----------------------------------------- |
| 2019 | Youtube | Kwon Hyun Bin Begins | Khách mời                     | Tập 2 (cùng Haruto) Tập 3 (cùng Treasure) |
| 2020 | Youtube | Treasure - T.M.I     | Nhân vật chính (với Treasure) | Show thực tế pre-debut                    |
| 2020 | Youtube | Treasure Map         | Nhân vật chính (với Treasure) | Show thực tế pre-debut                    |
| 2021 | Youtube | Find Your Korea      | Nhân vật chính (với Treasure) | Các video ngắn                            |
| 2021 | Youtube | Treasure Map ss2     | Nhân vật chính (với Treasure) | Show thực tế                              |
| 2021 | Youtube | TMI_LOG              | Nhân vật chính                | Tập 2                                     |

### Chương trình radio
| Năm  | Kênh        | Tên chương trình                 | Tham gia với                             | Ngày        |
| ---- | ----------- | -------------------------------- | ---------------------------------------- | ----------- |
| 2020 | NOW         | Ha Sungwoon's "Late Night" Radio | TREAUSRE                                 | 14 tháng 8  |
| 2020 | KBS Cool FM | Kang Hanna's "Volume Up" Radio   | TREAUSRE                                 | 23 tháng 9  |
| 2020 | MBC         | Idol Radio                       | TREAUSRE                                 | 24 tháng 9  |
| 2020 | MBC FM4U    | Kim Shinyoung's Radio            | Hyunsuk, Jihoon, Junkyu, Asahi, Jeongwoo | 28 tháng 9  |
| 2020 | NOW         | Ha Sungwoon's "Late Night" Radio | TREASURE                                 | 20 tháng 11 |

### Web Drama
| Năm  | Kênh             | Tên phim                                        | Số tập | Vai           | Tham gia với | Ngày bắt đầu phát sóng |
| ---- | ---------------- | ----------------------------------------------- | ------ | ------------- | ------------ | ---------------------- |
| 2021 | TREASURE(트레저) | 괜찮아, 우정이야 (It's okay, that's friendship) | 1      | Choi Hyun-suk | TREASURE     | 5 tháng 3, 2021        |
| 2021 | TREASURE(트레저) | '남고괴담' (The Mysterious Class)               | 8      | Choi Hyun-suk | TREASURE     | 12 tháng 11, 2021      |